# Kenneth Fredriksson
Lars Kenneth Fredriksson, född 30 augusti 1973 i Luleå domkyrkoförsamling i Norrbottens län, är en svensk fotbollsspelare som bland annat spelat i allsvenskan för Örebro SK och IK Brage. Moderklubb är Rosvik IK. Kenneth var en notorisk målskytt under sin karriär. Satt på bänken i Europa League mot Ajax under sin tid i Örebro SK. Gick direkt från division 4 till allsvenskan på 80-talet.